# О мире с лакедемонянами
«О мире с лакедемонянами» (др.-греч. Περὶ τῆς πρὸς Λακεδαιμονίους εἰρήνης) — речь, произнесённая древнегреческим оратором Андокидом в 391 году до н. э. Её текст полностью сохранился.

## Контекст и содержание
Принадлежность Андокиду речи «О мире с лакедемонянами» оспаривалась некоторыми античными авторами — Дионисием Галикарнасским, Гарпократионом. В её тексте слишком много исторических ошибок, странных для грека классической эпохи: оратор плохо помнит историю афинско-спартанских войн, путает Кимона с Мильтиадом, не знает, на сколько лет был заключён Никиев мир, и т. п. Впрочем, антиковеды констатируют, что Андокид всегда очень небрежно обращался с историческим материалом, и не видят причин, чтобы сомневаться в его авторстве.
Эта речь была произнесена в 391 году до н. э. Вернувшись с переговоров со Спартой, Андокид предлагает афинянам заключить договор, поскольку «справедливый мир лучше войны». Он предпринимает исторический экскурс, чтобы напомнить слушателям: Афины не раз заключали мир со спартанцами, сохраняя при этом демократический строй. Известно, что афинян Андокид не убедил и был вынужден уйти в изгнание из-за своей приверженности идее мира.